# Aoeiux
AOEIUX – drugi studyjny album zespołu Oczi Cziorne wydany w 2014 roku przez wytwórnię Sopocka Odessa. Nagrań dokonano w warszawskim studiu „Iziphonics”.

## Lista utworów
| Nr  | Tytuł utworu | Długość |
| --- | --- | ------- |
| 1.  | „AOEIUX (muz: J. Cieślikiewicz – sł: A. Miądowicz, E. Hronowska, J. Cieślikiewicz)”                             | 2:59    |
| 2.  | „Babi dół (muz: J. Cieślikiewicz – sł: A. Miądowicz)”                                                           | 3:52    |
| 3.  | „Chemia miłości (muz: J. Cieślikiewicz – sł: A. Miądowicz)”                                                     | 4:55    |
| 4.  | „Cień dymu (muz: J. Cieślikiewicz – sł: A. Miądowicz)”                                                          | 3:47    |
| 5.  | „Kajdany (muz: J. Cieślikiewicz – sł: A. Miądowicz na motywach wiersza Jacquesa Preverta „Pour toi mon amour”)” | 4:30    |
| 6.  | „Pantera zła (muz: J. Cieślikiewicz – sł: M. Handschke, A. Miądowicz)”                                          | 4:26    |
| 7.  | „Zmyślona podróż (muz: J. Cieślikiewicz – sł: M. Handschke)”                                                    | 4:36    |
| 8.  | „Natręctwa (muz: J. Cieślikiewicz – sł: A. Miądowicz, E. Hronowska)”                                            | 3:38    |
| 9.  | „Ściółka (muz: J. Cieślikiewicz – sł: M. Handschke)”                                                            | 4:08    |
| 10. | „Do przyjaciółki (muz: J. Cieślikiewicz – sł: A. Miądowicz)”                                                    | 2:50    |
|     | | 39:41   |

## Skład
- Jowita Cieślikiewicz – instrumenty klawiszowe
- Michał Gos – perkusja, instrumenty perkusyjne
- Ewa Hronowska – śpiew
- Maciej Jeleniewski – gitara basowa
- Maja Kisielińska – śpiew
- Anna Miądowicz – flet, śpiew

gościnnie
- Szymon Abrzykowski – głos
- Andrzej Izdebski – cymbały, fisharmonia
- Marek Rogulski – trąbka
- Ireneusz Wojtczak – klarnet basowy, saksofon

produkcja
- Andrzej Izdebski – nagranie dźwięku
- Piotr Pawlak – mix i mastering